# الانباء فی تاریخ الخلفاء
الانباء فی تاریخ الخلفاء کتابی است که در سده ششم توسط محمد بن العمرانی نوشته شده‌ است. این اثر با گزارش زندگانی محمد بن عبدالله آغاز شده و با تاریخ خلافت عباسی پایان می‌یابد. کتاب موردنظر، منبعی قابل دسترس در جهت بررسی روابط سلاجقه و شاخه‌های آن با خلافت عباسی می‌باشد و اطلاعات مهمی پیرامون ایجاد مناسبات با خلافت و خلیفه قائم بامرالله و سلجوقیان، در خود دارد. همچنین دربارهٔ وضعیت خلافت و مجادلات خلیفه و سلطان، اطلاعات نایاب و مهمی دارد.